# Быков, Николай Иванович (полный кавалер ордена Славы)
Николай Иванович Быков (17 февраля 1925 года — 19 ноября 1995 года) — старший сержант, командир миномётного расчёта 1343-го стрелкового полка 149-й стрелковой дивизии 32-й армии 1-го Украинского фронта, полный кавалер Ордена Славы (1990).

## Биография
Родился 17 февраля 1925 года в деревне Богдановка Горшеченского района Курской области в крестьянской семье.
Окончил 7 классов, после чего работал в колхозе. В августе 1943 года был призван в ряды РККА.
Будучи наводчиком миномёта 479-го стрелкового полка 149-й стрелковой дивизии 32-я армии 1-го Украинского фронта в звании рядового 31 июля 1944 года принял участие в форсировании реки Висла в районе населённого пункта Аннополь (ныне Рахув, Польша) и удержании плацдарма на левом берегу реки. За проявленную личную храбрость в данном бою Указом Президента СССР 8 мая 1990 года награждён орденом Славы 1 степени.
8 августа 1944 года при отражении контратаки противника возле населенного пункта Дембно (Польша) уничтожил 2 пулемётные точки и до 10 солдат противника. За данный подвиг Указом Президиума Верховного Совета СССР 10 декабря 1944 года награждён орденом Славы 3 степени.
29 января 1944 года, будучи пулемётчиком отдельной зенитно-пулемётной роты 479-го стрелкового полка полка в составе своего расчёта в бою за город Лисса подавил 3 огневые точки противника и уничтожил более 10 солдат противника. За данный подвиг Указом Президиума Верховного Совета СССР 28 мая 1945 года награждён орденом Славы 2 степени.
В 1949 году был демобилизован, после возвращения работал шофёром и начальником почты. С 1962 года жил и работал в Старом Осколе, затем в селе Солдатское Горшеченского района. В 1971 году окончил Всесоюзный заочный сельскохозяйственный техникум в Загорске.
Умер 19 ноября 1995 года.

## Награды
- Орден Славы I степени (1990)
- Орден Славы II степени (1944)
- Орден Славы III степени (1944)
- Орден Отечественной войны I степени